# Carl Johan Jonsson (dispaschör)
Carl Johan Jonsson, född 30 mars 1856 i Stockholm, död där 13 april 1907, var en svensk dispaschör. 
Jonsson anställdes hos dispaschören Wilhelm d'Aubigné i Stockholm 1872 och var dispaschör där 1883–1907.